# General Grievous
El General Grievous es un personaje y antagonista ficticio de la franquicia de Star Wars creada por George Lucas. Grievous fue introducido como villano en 2004 en la serie animada Star Wars: Clone Wars, antes de hacer su debut en acción real en la película de 2005 Star Wars: Episodio III - La venganza de los Sith, donde fue interpretado por Matthew Wood. 
Grievous es presentado como un brillante estratega militar que ejerce como el Comandante Supremo del Ejército Droide de la Confederación de Sistemas Independientes durante las Guerras Clon. Es un temible y poderoso cíborg entrenado en el combate con sables láser por el Conde Dooku, consagrando su vida a la destrucción de la República Galáctica y el exterminio de los caballeros Jedi. Grievous alberga un intenso odio hacia ellos y se gana la reputación de ser un despiadado cazador de Jedi que colecciona los sables de luz de sus víctimas como trofeos de guerra. 
El personaje se ha convertido en uno de los villanos más icónicos de la franquicia y su popularidad entre el fandom de Star Wars le ha dado un culto de aficionados. Es uno de los villanos más malvados de Star Wars. Además de las películas y las series animadas, Grievous también ha aparecido en varios medios en el Universo Expandido de Star Wars, incluyendo novelas, historietas y videojuegos. Dichos trabajos exploran su pasado como un reptiliano señor de la guerra llamado Qymaen jai Sheelal, quien llegó a despreciar a los Jedi por causar la difícil situación de su pueblo. El accidente de una nave hiere mortalmente a Grievous y conduce a su reconstrucción como cyborg. Esta historia de origen fue alterada retroactivamente en The Clone Wars, en la que se da a entender que Grievous modificó voluntariamente su cuerpo con mejoras cibernéticas para rivalizar con los Jedi. Varios elementos de su historia de fondo original se reintegraron más tarde al canon actual de Star Wars.

## Desarrollo

### Concepto y creación
El General Grievous fue creado en 2002 por George Lucas para La venganza de los Sith como un nuevo y poderoso villano del lado de los Separatistas, específicamente uno que reflejara y presagiara la transformación de Anakin Skywalker en Darth Vader (incluyendo la respiración agitada, el cuerpo cíborg y su predilección por la facción malvada). Las instrucciones iniciales que Lucas dio a su Departamento de Arte fueron muy abiertas: "un general droide" que fuera "icónico" y "aterrador". Desde esa vaga dirección, los artistas de Lucasfilm desarrollaron muchas ilustraciones, algunas puramente mecánicas, otras no, para el aspecto de Grievous. Una de las ilustraciones robóticas rechazadas de Grievous terminaría siendo usada para los IG-100 MagnaGuardias en la película.
Dos semanas después de las instrucciones de Lucas para diseñar a Grievous, Lucas eligió y desarrolló un boceto hecho por el artista conceptual Warren Fu para la apariencia final del personaje. Fu se inspiró en la vista superior de una botella de spray para el diseño de la cara de Grievous. El boceto de Fu se convirtió en una escultura de maqueta de 30 cm de altura que luego fue refinada en un modelo realista generado por ordenador por Industrial Light & Magic (ILM). Este fue uno de los modelos más complejos jamás creados por ILM en ese momento, ya que muchos de sus componentes tenían diferentes cualidades físicas. Se han hecho comparaciones entre la apariencia del personaje y la escultura Rock Drill de Jacob Epstein.

### Casting
El General Grievous ha sido interpretado por cuatro actores. En la serie animada Star Wars: Clone Wars, el personaje fue interpretado por John DiMaggio y Richard McGonagle. El personaje fue interpretado por Matthew Wood en la película Star Wars: Episodio III - La venganza de los Sith, la serie animada Star Wars: The Clone Wars y la mayoría de los videojuegos. David W. Collins interpretó el personaje, aunque sin acreditar, en Star Wars Battlefront: Renegade Squadron y Star Wars Battlefront: Elite Squadron.
En el período previo a La venganza de los Sith, Grievous hizo su primera aparición en el final de la segunda temporada de Star Wars: Clone Wars. La voz del personaje fue proporcionada por John DiMaggio. Grievous regresaría de forma más destacada en la tercera y última temporada, con Richard McGonagle reemplazando a DiMaggio en el papel.
Numerosos actores audicionaron para el papel de Grievous en La venganza de los Sith. Lucas quería que Grievous sonara como si estuviera hablando a través de una caja de voz cibernética, por lo que Matthew Wood, editor supervisor de sonido en Skywalker Sound, sometió cada audición a la misma capa de procesamiento computarizado para crear un "timbre sintetizado". Gary Oldman, un amigo del productor Rick McCallum, fue elegido inicialmente para el papel e incluso completó algunos trabajos de doblaje. Oldman tuvo que abandonar la producción debido a complicaciones que surgieron de las reglas sindicales del cine en Australia, donde se rodó la película.
Habiendo interpretado previamente voces para otros proyectos de Star Wars, Wood tomó en cuenta los comentarios de Lucas sobre las diversas audiciones que moduló y envió la suya propia bajo el seudónimo de Alan Smithee. Wood interpretó a Grievous como un "villano clásico" y usó una voz ronca y áspera con acento de Europa del Este para su actuación. Se agregó una "calidad grave" a la voz de Wood cuando se procesó. Lucas seleccionó a Wood para el papel y, dado que tenía bronquitis en ese momento, le indicó a Wood que le provocara a Grievous una tos asmática; esto tenía la intención de enfatizar la naturaleza orgánica del personaje, así como las prótesis de cyborg defectuosas de la trilogía precuela de Star Wars (que luego serían refinadas para Darth Vader en la trilogía original). Algunos de los efectos de audio para la tos de Grievous en La venganza de los Sith fueron grabados por el propio Lucas mientras tenía bronquitis. Grievous fue creado completamente a través de CGI en la película. Durante la filmación, el diálogo de Grievous se leyó fuera de la pantalla mientras Kyle Rowling usaba un traje de pantalla azul o pantalla verde para realizar las escenas de lucha del personaje con Obi-Wan Kenobi. Posteriormente, Wood retomaría su papel como la voz de Grievous en la serie animada The Clone Wars y numerosos videojuegos.

## Personaje

### Caracterización
La base de datos oficial de Star Wars describe al general Grievous como "un brillante estratega militar separatista y un temido cazador de Jedi". Es cruel, astuto, agresivo, asesino y gana una reputación infame por su crueldad durante las Guerras Clon. Grievous ostenta el título de Comandante Marcial Supremo del Ejército Droide Separatista, lo que lo convierte en el líder absoluto de las fuerzas armadas de la Confederación de Sistemas Independientes y el segundo miembro de más alto rango de la Alianza Separatista (después del Conde Dooku, el líder político y jefe de Estado). Aunque está alineado con los separatistas, a Grievous no le importan sus ideales políticos y ha declarado que solo participa en el conflicto para exterminar a los Jedi. Tiene un profundo resentimiento hacia los Jedi y tiene una vasta colección de espadas láser reclamadas a sus muchas víctimas como trofeos de guerra. Grievous también tiene mal genio y tiene poca tolerancia al fracaso o la debilidad, ya que con frecuencia arremete contra sus propios droides de combate y los destruye por su persistente incompetencia.
El cuerpo cyborg de Grievous fue diseñado específicamente para rivalizar con las habilidades de los Jedi. Con una altura de 216 cm, su imponente presencia sirve para infundir miedo en sus oponentes y darle una ventaja psicológica en la batalla. Si bien no es sensible a la Fuerza, Grievous ha sido entrenado en todas las formas de combate con sables de luz por el Conde Dooku. Cada uno de sus brazos mecánicos puede separarse por la mitad, lo que le permite empuñar cuatro sables láser a la vez para abrumar a sus enemigos. Sus mejoras cibernéticas le dan fuerza, velocidad y reflejos excepcionales para superar a los usuarios de la Fuerza e incluso a la Fuerza misma. A pesar de la destreza física y acrobática de Grievous, Dooku le ha aconsejado que se retire si pierde los elementos de sorpresa e intimidación, y por lo tanto su ventaja, en una lucha contra un Jedi sensible a la Fuerza. Grievous a menudo sigue el consejo de su mentor y se hace conocido como uno de los adversarios más escurridizos de los Jedi durante las Guerras Clon.

### Diferencias entre versiones
Grievous apareció por primera vez en Clone Wars de Genndy Tartakovsky antes de que los rasgos de su personaje fueran finalizados para La venganza de los Sith. Según Tartakovsky, Lucas inicialmente le presentó a Grievous como "este despiadado y totalmente capaz asesino de Jedi", pero luego convirtió al personaje en "uno de esos viejos villanos en serie B que hace algo malo... gira su bigote y luego sale corriendo". La serie mostraba a Grievous como un luchador casi imparable capaz de despachar a múltiples Jedi simultáneamente con facilidad, lo que contradecía la interpretación menos poderosa del personaje de la próxima película. Para reconciliar estas diferencias de continuidad, el final de la serie de Clone Wars muestra a Mace Windu aplastar el pecho de Grievous con la Fuerza, dañando sus órganos internos y proporcionando una razón tanto para su tos seca como para su estado debilitado en la película. Sin embargo, The Clone Wars más tarde presentaría a Grievous con su tos durante toda su ejecución.

#### Historia de origen
Quedan numerosos relatos de la historia de fondo de Grievous. La literatura en Star Wars EU escrita por Warren Fu, el diseñador original de Grievous, hizo que el odio del general hacia los Jedi se derivara de su papel en la difícil situación y la esclavitud de su pueblo. Un accidente de transbordador orquestado por Dooku y culpado a los Jedi hiere mortalmente a Grievous y lo lleva a su reconstrucción como un cyborg. The Clone Wars sugeriría más tarde que a Grievous se le negó el derecho a convertirse en Jedi debido a su falta de conexión con la Fuerza. Los escritores Dave Filoni y Henry Gilroy postularon que Grievous se ofreció como voluntario para modificaciones cibernéticas para rivalizar con el Jedi que lo rechazaron. En la serie, el castillo de Grievous muestra estatuas que insinúan su progresión gradual como cyborg. A pesar de esto, Filoni eligió mantener la historia de origen de Grievous ambigua: "Tiendo a pensar en el episodio "La guarida de Grievous" como una mirada más a la mente de Grievous. La forma en que interpretas la historia depende en gran medida de la historia de origen que te gusta". Si crees que Grievous fue derribado en un transbordador por Dooku y vuelto a armar, creo que esa historia está ahí, es solo que Grievous ha inventado esta nueva "historia" de elegir sus alteraciones. Si no crees en la versión del UE de la historia o no te gustó, entonces tal vez esta nueva revelación de que Grievous era un guerrero cuya sed de poder lo hizo elegir ser alterado te conviene más".

## Apariciones

### Películas

#### La Venganza de los Sith(2005)
Durante la batalla de Coruscant, el general Grievous retiene como rehén al Canciller Supremo Palpatine a bordo de su buque insignia, la Mano Invisible. Los Jedi Obi-Wan Kenobi y Anakin Skywalker lanzan una operación de rescate, y tras entrar en la nave matan al líder Separatista Conde Dooku. Sin embargo, Grievous atrapa a los Jedi y al Canciller en un escudo de rayos, y los lleva junto con R2-D2 al puente de la nave. Allí conoce a Anakin y se ríe de los Jedi, afirmando que sus espadas láser serán un buen complemento para su colección. Cuando R2-D2 crea una distracción, Obi-Wan y Anakin usan la Fuerza para recuperar sus sables de luz y liberarse. Se produce una breve batalla con los Jedi venciendo a los Magnaguardias y los droides de combate de Grievous antes de dirigir su atención al General. Grievous es rodeado por los Jedi, por lo que usa la electrobarra de un magnaguardia caído para romper la ventana de la nave y así escapar y lograr que los Jedi mueran cayendo al espacio, aunque esto último falla. Posteriormente dispara un gancho para agarrarse a la nave y escalarla en el camino a una cápsula de escape. Grievous también lanza todas las otras cápsulas para evitar que Anakin, Obi-Wan y Palpatine escapen de la nave condenada. Sin embargo, Anakin se las arregla para tomar el control de la nave y aterrizar de forma segura. 
Ahora ocupando el lugar de Dooku como líder político y militar de los separatistas, Grievous se dirige al planeta de Utapau, donde se esconden los miembros del consejo de la Confederación de Sistemas Independientes; Los separatistas han tomado como rehenes a los residentes de Utapau. El general recibe un mensaje del maestro de Dooku, Darth Sidious, quien, sin que Grievous lo sepa, es el alter ego Sith de Palpatine, diciéndole que traslade a los miembros del consejo al planeta volcánico Mustafar. 
El Consejo Jedi envía a Obi-Wan Kenobi a Utapau para capturar o destruir a Grievous y así concluir las Guerras Clon. Al llegar, Kenobi destruye sus MagnaGuardias, y Grievous decide enfrentarse al Jedi en un solo combate, dividiendo cada uno de sus brazos mecánicos por la mitad para usar simultáneamente cuatro sables de luz. Durante el duelo, los soldados clon de la República llegan para enfrentarse al ejército de droides de Grievous. Obi-Wan desarma a Grievous con la Fuerza y lo persigue cuando el general se retira en su bicicleta, huyendo al hangar donde se encuentra su caza estelar. Los dos participan en un combate cuerpo a cuerpo, donde Obi-Wan logra abrir la armadura del pecho de Grievous, revelando las partes donde se encuentran sus órganos. Enfurecido, Grievous arroja a Obi-Wan fuera de la plataforma, pero el Jedi logra agarrarse al borde. Mientras Grievous carga contra él con su electrobarra, Obi-Wan usa la Fuerza para coger el blaster del general. Antes de que Grievous pueda dar el golpe final, Obi-Wan le dispara en sus órganos debajo de su exoesqueleto, que luego se incendia. Finalmente, Grievous estalla en llamas y muere. Obi-Wan usaría su nave poco después para escapar de Utapau tras la activación de la orden 66.

### Televisión

#### Clone Wars(2003–2005)
El General Grievous hace la primera aparición de su historia en el final de la segunda temporada. Dirige los ejércitos de droides Separatistas en el planeta Hypori mientras rodean a un grupo de siete Jedi, que incluye a los Maestros Ki-Adi Mundi, Shaak Ti, Daakman Barrek y K'Kruhk; y los Caballeros Aayla Secura, Tarr Seirr y Sha'a Gi. Grievous elige enfrentarse a los Jedi solo y supera fácilmente y mata a la mayoría de ellos. Antes de que Grievous pueda acabar con Mundi, llega un escuadrón de soldados clon ARC para salvar a los Jedi sobrevivientes. Grievous recoge los sables láser de los Jedi caídos como trofeos.
En la tercera temporada, ambientada tres años después, Grievous ataca Coruscant en un intento de secuestrar al Canciller Palpatine. Los Maestros Jedi que defienden al Canciller incluyen a Shaak Ti, Roron Corobb y Foul Moudama. Grievous mata a Corobb y Moudama, derrota a Ti una vez más y logra capturar a Palpatine. Mientras Grievous aborda su transbordador de escape, el Maestro Jedi Mace Windu llega y usa la Fuerza para aplastar el pecho de Grievous, dañando gravemente sus órganos internos y provocando la característica tos que padece en el Episodio III. Esto lleva a los acontecimientos del Episodio III.

#### The Clone Wars(2008–2014, 2020)
Grievous reaparece en esta serie de televisión, interpretado de nuevo por Matthew Wood. En la primera temporada, el General Grievous usa los cañones de iones de su nave insignia, el Malevolencia, para atacar a la flota de la República. Se encuentra con Obi-Wan Kenobi por primera vez, pero se ve obligado a abandonar la nave cuando Anakin Skywalker sabotea el Malevolencia y lo envía a estrellarse contra una luna cercana. El siguiente plan de Grievous para lanzar un ataque sorpresa en Kamino se ve frustrado cuando sus droides de combate no logran asegurar un puesto avanzado de la República en la Luna de Rishi. Más tarde, Grievous usa un puesto de escucha para descubrir los secretos militares de la República. Él se enfrenta a Ahsoka Tano y su escuadrón de soldados clon mientras que su estación de espionaje es destruida por Anakin. A la luz de las recientes derrotas de Grievous, el Conde Dooku hace arreglos para que Kit Fisto, Nahdar Vebb y un grupo de clones se infiltren en la fortaleza oculta de Grievous en Vassek para ponerlo a prueba. Grievous mata a Vebb y a los clones, pero Fisto logra escapar.
En la segunda temporada, Grievous aborda a la fuerza un crucero de la República y captura a Eeth Koth. Obi-Wan, Anakin y Adi Gallia se embarcan en una misión para rescatar a Koth y detener a Grievous. Obi-Wan se enfrenta a Grievous hasta un punto muerto y lo persigue hasta Saleucami. Aunque Anakin y Gallia logran liberar a Koth, Grievous escapa una vez más.
En la tercera temporada, Grievous y Asajj Ventress lideran un ataque a las instalaciones de clonación de la República en Kamino. Grievous derrota a Obi-Wan, pero Anakin y los clones evitan que Ventress obtenga la muestra de ADN de la plantilla de los clones, lo que obliga a los separatistas a retirarse. Más tarde, Grievous envía un grupo de droides infiltrados para organizar un bombardeo en el Senado Galáctico en Coruscant para sabotear un acuerdo de paz entre la República y los separatistas.
En la cuarta temporada, Grievous intenta invadir Naboo pero es capturado por el ejército gungan. Es liberado en un intercambio de prisioneros después de que Dooku capturara a Anakin. Grievous luego ataca un crucero de la República y derrota a Gallia, aunque un equipo de rescate dirigido por Plo Koon la libera del cautiverio. Después de que Dooku traicione a Ventress, Grievous es enviado a Dathomir para eliminar a Ventress y al clan Nightsister. El ejército droide masacra a las fuerzas no muertas enemigas mientras Grievous se enfrenta brevemente a Ventress antes de centrar su atención en la Madre Talzin. Grievous frustra el hechizo vudú de Talzin contra Dooku y mata a Daka, la líder de las Hermanas de la Noche. Más tarde se ve a Grievous en Serenno escuchando las preocupaciones de Dooku sobre Savage Opress y una perturbación en la Fuerza.
En la quinta temporada, Grievous derrota a la flota de la República liderada por Obi-Wan y gana la batalla por el control del sistema Florrum. Grievous lanza un ataque a gran escala en Florrum y captura al líder pirata Hondo Ohnaka. Cuando Ahsoka y un grupo de jóvenes liberan a Hondo, Grievous persigue y supera a los Jedi, obligándolos a huir. Grievous aparece a través de un holograma cuando los Jedi intentan decodificar su transmisión con respecto a un complot Separatista inminente.
En la séptima y última temporada, Grievous lidera la flota Separatista durante la Batalla de Coruscant después de secuestrar al Canciller Palpatine. Un arco de historia sin terminar también muestra a Grievous intentando obtener un cristal kyber gigante en Utapau. Aunque Grievous derrota a Obi-Wan, Anakin logra destruir el cristal.

#### The Bad Batch(2021–presente)
Hacia el final de las Guerras Clon, el General Grievous escapa de la batalla de Coruscant después de que Obi-Wan Kenobi y Anakin Skywalker frustran su intento de secuestrar al Canciller Palpatine. Retirándose hacia el borde exterior, Grievous ordena a sus ejércitos Separatistas montar un contraataque contra las fuerzas de la República en toda la galaxia.

### Literatura
El General Grievous ha aparecido en varias obras del Universo Expandido de Star Wars; incluyendo novelas, cómics y otras obras literarias. Con la adquisición de Lucasfilm por parte de The Walt Disney Company en 2012, la mayoría de estos productos con licencia de Star Wars fueron renombrados como Star Wars Legends y declarados no canónicos de la franquicia en abril de 2014, creando dos continuidades: la canónica y Legends.

#### Canon(2014—)
El general Grievous aparece en el cómic de cuatro números Star Wars: Darth Maul – Son of Dathomir, un arco narrativo no producido originalmente destinado a la sexta temporada de The Clone Wars. Grievous es enviado por el Conde Dooku para cazar al rebelde Lord Sith Darth Maul, quien se ha convertido en una amenaza para los planes de Darth Sidious. En Zanbar, Grievous derrota a Maul y lo obliga a huir mientras los ejércitos de droides superan a las fuerzas mandalorianas de la Guardia de la Muerte de Maul. Más tarde, Maul y Mother Talzin atraen a Grievous y Dooku a una trampa para atraer a Sidious. Grievous escapa y se reúne con Sidious para atacar a Dathomir, donde Talzin se sacrifica para ayudar a Maul a escapar antes de que Grievous la mate.

#### Leyendas(1977—2014)
El origen del General Grievous se revela en el cómic "The Eyes of Revolution" de Star Wars: Visionaries. Grievous era originalmente Qymaen jai Sheelal, un humanoide reptil orgánico nativo del planeta Kalee. Los Kaleesh estaban en guerra con la especie rival Huk y Sheelal era considerado un semidiós por su pueblo por sus victorias en la Guerra Huk. Se enamoró de una guerrera llamada Ronderu lij Kummar. Tras la muerte de Kummar durante una misión, Sheelal se dio cuenta de que estaba destinado a llorar por ella para siempre y se rebautizó a sí mismo como Grievous. Se convirtió en un señor de la guerra y sus rápidos ataques contra los Huk los llevaron a pedir ayuda a los Caballeros Jedi de la República Galáctica. Fuertes multas y embargos cayeron sobre Kalee y miles del pueblo de Grievous pasaron hambre y murieron en la pobreza. Apelando al odio de Grievous hacia los Jedi y la República, San Hill del Clan Bancario InterGaláctico lo reclutó para que sirviera como su ejecutor a cambio de la ayuda del Clan Bancario para asumir la enorme deuda de Kalee. Impresionado por las habilidades de Grievous como luchador, Hill y el Conde Dooku conspiraron para que su transbordador se estrellara y así asegurar su servidumbre permanente a los separatistas. Dooku convenció a Grievous, herido de muerte, de que los Jedi responsables de la difícil situación de su mundo natal fueron los que causaron el accidente. Grievous aceptó la oferta de Dooku de reconstruirlo con un cuerpo cyborg y se convirtió en el comandante supremo de los ejércitos de droides para vengarse de los Jedi.
En el tercer volumen de Clone Wars Adventures, el Conde Dooku enfrenta a Grievous contra Asajj Ventress y Durge para probar sus habilidades. Grievous derrota rápidamente a la pareja y sale victorioso, ganándose su posición como Comandante Marcial Supremo del Ejército Droide Separatista.
Grievous protagonizó su propio cómic llamado Star Wars: General Grievous, en el que lucha contra el Maestro Jedi T'chooka D'oon y su Padawan Flyn. Después de que Grievous mata a D'oon, Kybo regresa al consejo Jedi con un plan para destruir a Grievous de una vez por todas. Cuando el consejo reprende su plan vengativo, Kybo decide tomar el asunto en sus propias manos con resultados desastrosos. Grievous también aparece en los cómics en el número 4 de Star Wars: Obsession, en el que se encuentra en el mundo de Boz Pity, donde mata a dos Jedi, el Maestro Soon Bayts y el miembro del Consejo Jedi Adi Gallia. Aunque Windu hiere a Grievous, Dooku logra salvar al general para que pueda luchar otro día.
En la novela Labyrinth of Evil, Grievous planea una invasión de Coruscant junto a Dooku y Sidious. Aparece por primera vez en la novela viendo a su odiado subordinado Nute Gunray huir de varios perseguidores republicanos. Grievous salva a regañadientes a Gunray al destruir a los luchadores. La invasión de Grievous al planeta Belderone también sería frustrada por Anakin y Obi-Wan debido a un error por descuido por parte de Gunray. Aunque Gunray recurre a las mentiras, Grievous deduce que está mintiendo y amenaza con matarlo. Más tarde en el puente de la Mano Invisible, Dooku observa cómo Grievous combate a sus Magnaguardias de élite. Aunque Grievous gana la pelea, Dooku señala varias fallas en la técnica del general y se da cuenta de que él tiene parte de culpa por las deficiencias del general. Grievous pronto lanza su invasión a la capital de la República, Coruscant, en un intento de secuestrar al Canciller Supremo Palpatine, colocándose en el campo de batalla una vez más. Durante la invasión, Grievous lucha contra Mace Windu encima de un tren de levitación magnética mientras intenta capturar personalmente a Palpatine. Aunque Windu supera a Grievous en combate, el cyborg burla a la Guardia Jedi y toma a Palpatine como rehén, preparando el escenario para La venganza de los Sith.

### Videojuegos
El General Grievous ha aparecido en varios videojuegos de Star Wars.
- Star Wars: Republic Commando (2005)
- Lego Star Wars: El videojuego (2005)
- Star Wars: Episode III – Revenge of the Sith (2005)
- Star Wars: Battlefront II (2005)
- Lego Star Wars II: La trilogía original (2006)
- Star Wars Battlefront: Renegade Squadron (2007)
- Lego Star Wars: The Complete Saga (2007)
- Star Wars: The Clone Wars – Lightsaber Duels (2008)
- Star Wars Battlefront: Elite Squadron (2009)
- Clone Wars Adventures (2010)
- Lego Star Wars III: The Clone Wars (2011)
- Kinect Star Wars (2012)
- Angry Birds Star Wars II (2013)
- Disney Infinity 3.0 (2015)
- Star Wars: Galaxy of Heroes (2015)
- Lego Star Wars: The Force Awakens (2016)
- Star Wars: Force Arena (2017)
- Star Wars Battlefront II (2017)[56][57]
- Lego Star Wars: La saga Skywalker (2022)[58]

## Recepción
El General Grievous se ha convertido en un personaje favorito de los fanáticos y es considerado uno de los villanos más populares de la franquicia Star Wars.
Varios escritores han colocado al General Grievous en las listas de los "10 mejores villanos de Star Wars". Si bien se criticó la presencia limitada del personaje en La venganza de los Sith, su mayor papel y apariciones a lo largo de las Guerras Clon en las series animadas de 2003 y 2008 fueron elogiadas por expandir el personaje de Grievous.
El diálogo del personaje del Episodio III, "Sus espadas láser serán un buen complemento para mi colección", ha ganado popularidad como meme de Internet. Amanda Derby de Screen Rant escribió: "Salude a un fanático de Star Wars con las palabras "¿Qué tal?", y probablemente responderá con "General Kenobi". Esto solo es un testimonio de la popularidad del General Grievous. Aunque es difícil decir si los fanáticos lo aman por su habilidad en combate o su capacidad para crear memes, no se puede negar que Grievous es un favorito".